# Сунифред I
Сунифред I (на каталонски: Sunifred; на френски: Sunifred; на испански: Sunifredo; на латински: Sunicfredo; * ок. 810, † 848) е от 844 до 848 г. граф на Барселона. От 835 г. е граф на Сердания, от 838 г. на Урхел, от 844 г. на Жирона, Озона, Бесалу, Конфлан, Нарбона, Агд, Безие, Лодев, и Ним.

## Биография
Според някои историци той е син на легендарния Бело от Каркасон, докато други твърдят, че е негов зет, омъжен за дъщеря му, но е син на граф Борел от Озона (798 – 820). Той и баща му (Bosrelo) са споменати в документ от 829 г. на император Лудвиг Благочестиви.
През 834 г. Сунифред получава от франкския крал Лудвиг Благочестиви графствата Ургел и Сердания.
През 842 г. в Графство Барселона нахлува мавърската войска на емира на Кордоба, Абд ар-Рахман II под командването на Абд ал-Вахид и на Муса ибн Муса. Сунифред ги отблъсква преди те да стигнат до Графство Сердания. Заради успеха му франкският крал Карл Плешиви, след смъртта на Бернар Септимански, прави Сунифред граф и маркграф на Барселона, Жирона, Озона, Бесалу, Нарбона, Агде, Безиер, Лодеве, Мелгуелх и Ним – допълнително към неговите графства Сердания и Ургел. През декември 847 г. емирът моли за мирен договор. След смъртта на Бера II (между 846 и 848) той подчинява и Графство Конфлент.
Вероятно Сунифред и брат му Суниер са убити от Вилхелм от Септимания, син на Бернхард Септимански. Вилхелм се съюзява с Пипин II от Аквитания, въстава през 848 г. против Карл Плешиви и окупира графствата Емпуриес и Барселона.
Наследниците на Сунифред стават собственици на повечето графства в Каталония, преди всичко на Барселона, Урхел, Жирона и на Озона. Неговият син, Гифре Космати, става през 878 г. граф на Барселона. Той е смятан за основателят на Каталония.

## Потомци
Сунифред се жени за Ермезинда, дъщеря на граф Бело от Каркасон († след 812) от род Белониди. Техните деца са:
- Гифре Космати (?–897), граф на Барселона
- Миро Стари (?–896), граф на Русильон и Конфлент
- Радулф I, (?–896), граф на Бесалú
- Сунифред (?–890), абат на Арл
- Рикулф (?–916), епископ на Елне
- Сесенанда
- Ермесинде (?-898)